# بيتر فورنوكس
بيتر فورنوكس (بالإنجليزية: Peter Furneaux)‏ هو لاعب كرة قدم بريطاني، ولد في 12 أكتوبر 1935، وتوفي في 2 ديسمبر 2014.